# Trofeo Gino Visentini
Il Trofeo Gino Visentini, in alcune edizioni denominato Trofeo Gino Visentini-Medaglia d'oro Mario Miriamoli, è una corsa in linea maschile di ciclismo su strada riservata alla categoria Under 23 che si disputa nel mese di aprile a Nogarole Rocca, in provincia di Verona. È riservata ai ciclisti Elite e Under 23, ed è classificata come gara di classe UCI 1.19.

## Albo d'oro
Aggiornato all'edizione 2023.
| Anno      | Vincitore            | Secondo           | Terzo                 |
| --------- | -------------------- | ----------------- | --------------------- |
| 1946      | Aurelio Fedrigo      |                   |                       |
| 1947      | Gino Milani          |                   |                       |
| 1948      | Gino Milani          |                   |                       |
| 1949      | Ignazio Trevisani    |                   |                       |
| 1950      | Vasco Ambroso        |                   |                       |
| 1951      | Ettore Brutti        |                   |                       |
| 1952      | Edo Faccioli         |                   |                       |
| 1953      | Luciano Aurenghi     |                   |                       |
| 1954      | Valentino Gasparella |                   |                       |
| 1955      | Alfio Turrina        |                   |                       |
| 1956      | Giuseppe Barale      |                   |                       |
| 1957      | Gianmaria Tovo       |                   |                       |
| 1958      | Bruno Brasolin       |                   |                       |
| 1959      | Renato Giusti        |                   |                       |
| 1960      | Giovanni Tessarolo   |                   |                       |
| 1961      | Dino Zandegù         |                   |                       |
| 1962      | Adelchi Di Bernardo  |                   |                       |
| 1963      | Alfonso Melotto      |                   |                       |
| 1964      | Edoardo Gregori      |                   |                       |
| 1965      | Cencio Mantovani     |                   |                       |
| 1966      | Rinaldo Beltrami     |                   |                       |
| 1967      | Giovanni Becchelli   |                   |                       |
| 1968      | Luigi Simonetto      |                   |                       |
| 1969      | Remo Seganfreddo     |                   |                       |
| 1970      | Pietro Poloni        |                   |                       |
| 1971      | Giorgio Morbiato     |                   |                       |
| 1972      | Giancarlo Perina     |                   |                       |
| 1973      | Remigio Bellini      |                   |                       |
| 1974      | Remigio Bellini      |                   |                       |
| 1975      | Orlavo Toni          |                   |                       |
| 1976      | Mauro De Pellegrini  |                   |                       |
| 1977      | Octavio Dazzan       |                   |                       |
| 1978      | Enzo Serpelloni      |                   |                       |
| 1979      | Silvano Riccò        |                   |                       |
| 1980      | Gabriele Faetti      |                   |                       |
| 1981      | Stefano Boni         |                   |                       |
| 1982      | Franco Cardinali     |                   |                       |
| 1983      | Domenico Cavallo     |                   |                       |
| 1984      | Carlo Bertaboni      |                   |                       |
| 1985      | Ettore Badolato      |                   |                       |
| 1986      | Gianluca Zanini      |                   |                       |
| 1987      | Paolo Tabarelli      |                   |                       |
| 1988      | Diego Pezzato        |                   |                       |
| 1989      | Marco Scandiuzzi     |                   |                       |
| 1990      | Mirko Rossato        |                   |                       |
| 1991      | Antonio Brognara     |                   |                       |
| 1992      | Alessio Girelli      |                   |                       |
| 1993      | Gabriele Dalla Valle |                   |                       |
| 1994      | Luca Colombo         |                   |                       |
| 1995      | Davide Casarotto     |                   |                       |
| 1996      | Angelo Boscolo       |                   |                       |
| 1997      | Leonardo Scamperle   |                   |                       |
| 1998      | Andrea Ballan        |                   |                       |
| 1999      | Mauro Furlan         |                   |                       |
| 2000      | Mauro Busato         |                   |                       |
| 2001      | Simone Cadamuro      |                   |                       |
| 2002      | Cristian Tosoni      |                   |                       |
| 2003      | Samuele Marzoli      |                   |                       |
| 2004      | Mattia Gavazzi       |                   |                       |
| 2005      | Michele Merlo        |                   |                       |
| 2006      | Francesco Tomei      |                   |                       |
| 2007      | Jacopo Guarnieri     | Francesco Kanda   | Andrea Pinos          |
| 2008      | Edoardo Costanzi     | Elia Viviani      | Marco Benfatto        |
| 2009      | Sonny Colbrelli      | Edoardo Costanzi  | Fabrizio Braggion     |
| 2010      | Andrea Guardini      | Andrea Palini     | Luca Dugani Flumian   |
| 2011      | Marco Benfatto       | Stefano Presello  | Luca Dugani Flumian   |
| 2012      | Paolo Simion         | Renzo Zanelli     | Stefano Presello      |
| 2013      | Nicolas Marini       | Paolo Simion      | Ryan Macanally        |
| 2014      | Jakub Mareczko       | Xhuliano Kamberaj | Gianluca Milani       |
| 2015      | Marco Maronese       | Marco Gaggia      | Gianmarco Begnoni     |
| 2016      | Leonardo Fedrigo     | Imerio Cima       | Giovanni Lonardi      |
| 2017      | Xhuliano Kamberaj    | Michael Bresciani | Giovanni Lonardi      |
| 2018      | Gianmarco Begnoni    | Giovanni Lonardi  | Alberto Dainese       |
| 2019      | Davide Plebani       | Matteo Baseggio   | Lorenzo Visintainer   |
| 2020-2021 | Non disputato        | Non disputato     | Non disputato         |
| 2022      | Alberto Bruttomesso  | Davide Cattelan   | Francesco Della Lunga |
| 2023      | Simone Buda          | Mirko Bozzola     | Giovanni Zordan       |